# Aksaysky (huyện)
Huyện Aksaysky (tiếng Nga: ? райо́н) là một huyện hành chính tự quản (raion), của Tỉnh Rostov, Nga. Huyện có diện tích 1162 km². Trung tâm của huyện đóng ở Aksay.